# Đảng Cộng sản Malaysia
Đảng Cộng sản Malaysia (MCP), tên cũ trước năm 1983 là Đảng Cộng sản Mã Lai (CPM), là một đảng cộng sản theo chủ nghĩa Mác-Lênin và chống chủ nghĩa đế quốc, hoạt động ở Malaya thuộc Anh và sau đó là các quốc gia hiện đại của Malaysia và Singapore từ năm 1930 đến năm 1989. Nó chịu trách nhiệm thành lập cả Quân đội Nhân dân Malaysia chống Nhật Bản và Quân đội Giải phóng Quốc gia Malaysia.
Đảng đã lãnh đạo các nỗ lực kháng chiến chống lại sự chiếm đóng của Nhật Bản đối với Malaya và Singapore trong Thế chiến thứ hai, và sau đó tham gia cuộc chiến tranh giải phóng dân tộc chống lại Đế quốc Anh trong Tình trạng khẩn cấp ở Malaya. Sau khi lực lượng thực dân Anh rời khỏi Liên bang Malaya, đảng này đã chiến đấu trong chiến dịch du kích thứ ba chống lại cả chính phủ Malaysia và Singapore nhằm tạo ra một nhà nước cộng sản trong khu vực, trước khi giải tán vào năm 1989.Ngày nay, do những ý nghĩa lịch sử xung quanh MCP, chủ nghĩa cộng sản với tư cách là một hệ tư tưởng vẫn là một chủ đề chính trị cấm kỵ ở cả hai quốc gia.